# Araweté jezik
Araweté jezik (ISO 639-3: awt), jezik Araweté Indijanaca koji se govori blizu Altamire u brazilskoj državi Pará. Pripada porodici tupí-guaraní, skupini kayabi-arawete. 
Gotovo svi su monolingualni (1986); 290 govornika (2003 ISA)
.

## Vanjske poveznice
- Ethnologue (14th)
- Ethnologue (15th)